# 大村正樹
大村 正樹（おおむら まさき、1967年4月26日 - ）は、日本のフリーアナウンサー、芸能レポーター。富山県出身。ビー・セブン所属。血液型はO型。元鹿児島放送アナウンサー。

## 経歴
富山県富山市出身。法政大学第一高等学校（現：法政大学中学高等学校）、法政大学社会学部卒業。法政大学自主マスコミ講座第1期生。
1990年、鹿児島放送にアナウンサーとして入社。1993年に退社しフリーとなり、フジテレビ系列の『情報プレゼンター とくダネ!』でプレゼンターを番組当初から長期にわたり務めた。
2011年4月4日より、北海道文化放送の情報番組『U型テレビ』のメインキャスター（MC）となり、北海道に拠点を移す。
2014年3月いっぱいで北海道文化放送の情報番組が終わり、2015年4月からは拠点を東京に移し、フジテレビの直撃LIVE グッディ!のフィールドキャスターとして復帰。2021年4月よりフジテレビ芸能デスク。

## 過去の出演番組

### フリー後
報道・情報番組
| 期間          | 期間          | 番組名                                       | 役職                                    |
| ------------- | ------------- | -------------------------------------------- | --------------------------------------- |
| 就任時期不明  | 1999年3月31日 | おはよう!ナイスデイ→ナイスデイ（フジテレビ） | レポーター                              |
| 1999年4月1日  | 2011年3月31日 | 情報プレゼンター とくダネ!（フジテレビ）     | プレゼンター                            |
| 担当期間不明  | 担当期間不明  | Youドキッ!たいむ（富山テレビ）               | 『ふるみしゅらん』担当                  |
| 2010年10月2日 | 2011年3月26日 | ぷれサタ!（東海テレビ）                      | 『ぷれサタ!特集』プレミアムプレゼンター |
| 2011年4月4日  | 2014年3月28日 | U型テレビ（北海道文化放送）                  | キャスター                              |
| 2014年3月31日 | 2015年3月20日 | U型ライブ（北海道文化放送）                  | キャスター                              |
| 2015年3月30日 | 2020年9月25日 | 直撃LIVE グッディ!（フジテレビ）             | フィールドキャスター                    |

バラエティ・ラジオ番組・その他
- 大村正樹のサイエンスキッズ（文化放送）メインパーソナリティー
- 大村正樹 EXICITING RESEARCH（NACK5）
- NACK5スペシャル『グラウンドゼロが私たちに訴え続けているもの～平和の祈り～』（NACK5）
- BBTスペシャル 第318話『これぞ富山のおもしろ日本一』（富山テレビ 2007年8月6日（月）放送）
- なぎさちゃんのミライ!トライ!ティービー（北海道文化放送、2014年10月5日[5] - 2015年9月27日）見届けMC。

### KKB時代
- 日曜ゆーえんち（毎週日曜日12:00からの県内向け情報番組）

## 著書
- 『報道されなかったイラクと人々』（新風社）